# Olula de Castro
Olula de Castro es una localidad y municipio español situado en la parte septentrional de la comarca de Los Filabres-Tabernas, en la provincia de Almería, comunidad autónoma de Andalucía. Limita con los municipios de Gérgal, Castro de Filabres y Bacares.
El municipio oluleño es una de las siete entidades que componen la Mancomunidad del Río Nacimiento.

## Toponimia
Olula puede proceder de la raíz íbera "ohol-u-la" («tierra sin madera»). Asimismo, Castro, muy común en el norte de España que procede del íbero "kastro" y de la raíz latina "castrum", significando «ciudad fortificada».
En Almería hay poblaciones con similar raíz íbera como Olula del Río y Uleila del Campo.

## Geografía física

### Situación geográfica
La localidad se encuentra situada en la parte central de la provincia de Almería, en la vertiente sur de la sierra de los Filabres a una altitud de 1000 m s. n. m. aproximadamente en un área delimitada por el arroyo Verdelecho, el barranco del Herrero. Olula de Castro dista 60 km de la capital de provincia, Almería. Su término municipal tiene una superficie de 33,58 km² y limita al norte con el municipio de Bacares y al sur y oeste con el de Gérgal.
| Noroeste: Gérgal y Bacares | Norte: Bacares | Nordeste: Castro de Filabres |
| Oeste: Gérgal              |                | Este: Castro de Filabres     |
| Suroeste: Gérgal           | Sur: Gérgal    | Sureste: Gérgal              |

### Naturaleza

#### Manantiales
- Fuente de la Merendera[4]

### Riesgos naturales
El municipio de Olula de Castro todavía no cuenta con un PTEL que cumpla con la Ley 5/2010 sobre autonomía local.

## Historia
De igual forma que el resto de las localidades de la sierra de los Filabres, los orígenes de Olula de Castro se sitúan en la época prehistórica. De esta época se conservan algunos grabados en roca del Huerto del Moro o de los Rodeos. Entre los siglos VII y VIII, se estableció en torno a los Filabres un pueblo bereber llamado Yarawás[cita requerida] al mando de la reina La Kahima. Este pueblo era cristiano, estaba muy romanizado y procedía del norte de África.
Durante la Alta Edad Media la mayor parte de la población eran mozárabes y se vinculó a Alfonso VII de León durante la Conquista de Almería que tuvo lugar en 1147 y la dejó bajo dominio cristiano durante diez años. Posteriormente gran parte de la población emigró al recientemente conquistado Valle del Ebro y el vacío demográfico de la zona fue cubierto con tribus bereberes islamizadas traídas por los almohades.
Tras la Guerra de Granada los Reyes Católicos dieron Olula de Castro y Uleila del Campo a Don Hurtado, como era conocido Pedro Hurtado de Mendoza, Adelantado de Cazorla, hermano del Cardenal Mendoza e hijo del marqués de Santillana.
A principios del siglo XX la sociedad Hierros de Olula S.A. explotó las minas de hierro en Olula de Castro, impulsada por el empresario Francisco Alcaraz y Jaén; Manuel Bru del Hierro, marqués de Prado-Ameno; y Nicolás de Escoriaza y Fabro, Vizconde de Escoriaza. De esta época se pueden observar todavía los hornos de calcinación y la tolva de carga del cable aéreo para el transporte del mineral hasta la estación de Fuente Santa, en la línea férrea de Linares a Almería.

## Geografía humana

### Organización territorial
Además de la cabecera municipal, Olula de Castro cuenta también con otra entidad de población según el nomenclátor publicado por el Instituto Nacional de Estadística: El Tallón Bajo.

### Demografía
Cuenta con una población de 181 habitantes (INE 2024).
| Gráfica de evolución demográfica de Olula de Castro entre 1842 y 2021                                                 |
| |
| Población de derecho según los censos de población del INE. Población de hecho según los censos de población del INE. |

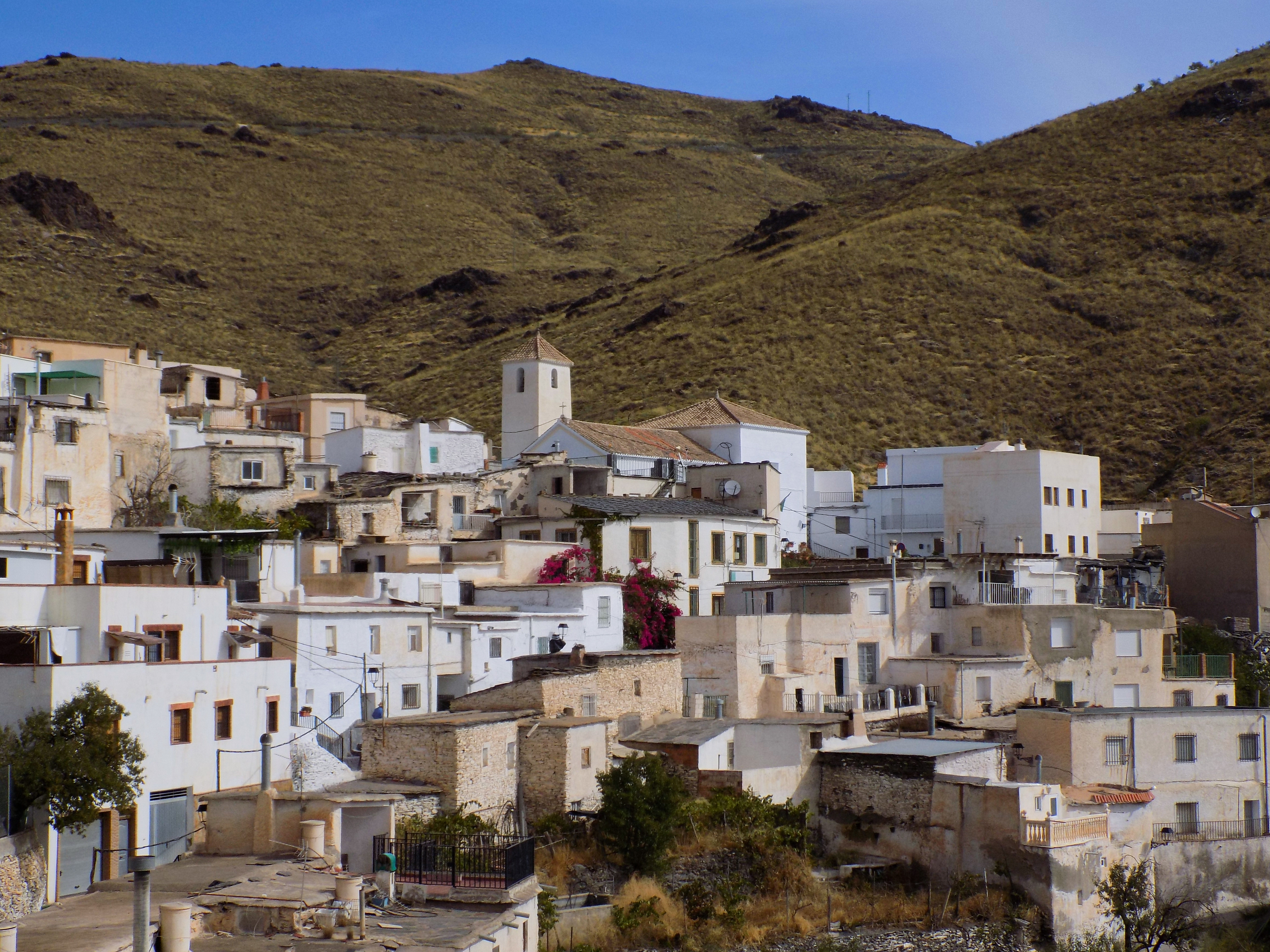
Vista parcial de Olula de Castro

Número de habitantes en los últimos años.
Según el Instituto Nacional de Estadística de España, en el año 2022 Olula de Castro contaba con 192 habitantes censados, que se distribuyen de la siguiente manera:
| Unidad poblacional | Hab. |
| ------------------ | ---- |
| Olula de Castro    | 180  |
| El Tallón Bajo     | 8    |
| diseminado         | 4    |
| TOTAL              | 192  |

### Arquitectura

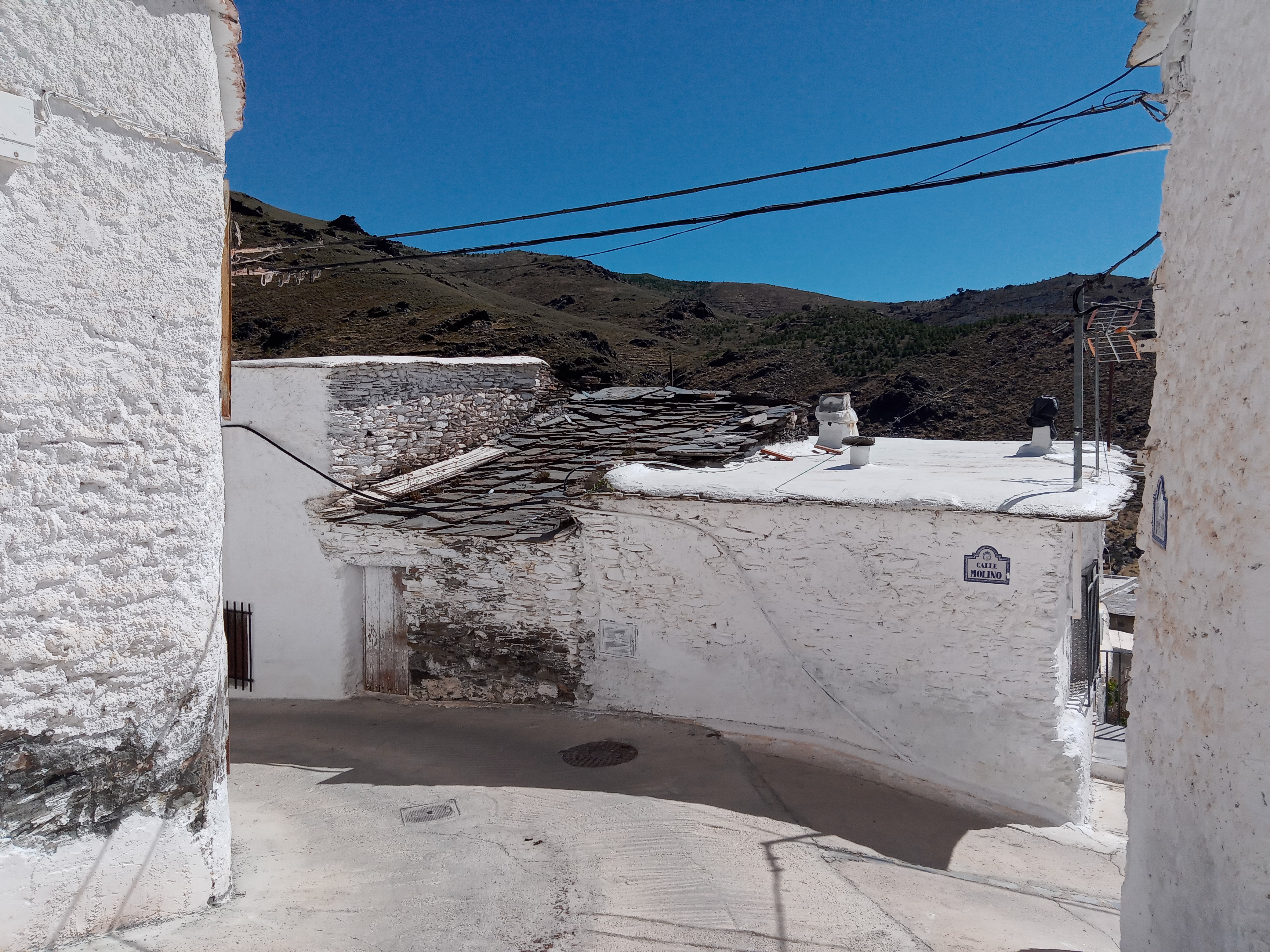
Tejado de aleros de pizarra

El municipio está caracterizado por estar situado en ladera, con calles estrechas, empinadas y encaladas. La pizarra es el elemento principal utilizado en todas las construcciones. Destacan los muros y balates de piedra seca, además de los aleros de pizarra que se utilizan para cubrir los tejados de las viviendas a una agua. También eran utilizados para enlosar. En la comarca quedan aún numerosos corrales ganaderos construidos íntegramente de pizarra.

### Comunicaciones

#### Carreteras
Acceso por autovía A-92 en Gérgal, salida 362, kilómetro 363. Seguido coger la carretera AL-1178 hasta el desvío con la carretera con la AL-4406 (Kilómetro 42) la cual lleva directa al pueblo. Otro acceso sería desviarse en la A-92 por la salida 376, kilómetro 377 para ir por la carretera nacional N-340a hasta el kilómetro 472 y desviarse a la derecha dirección Tabernas para más adelante tomar la salida en la A-349 a Castro de los Filabres y Velefique por la AL-3102 y AL-4406.
| Identificador | Denominación                                      | Itinerario                          |
| ------------- | ------------------------------------------------- | ----------------------------------- |
| AL-4406       | Gérgal-Olula de Castro o Tabernas-Olula de Castro | Gérgal (AL-1178)-Tabernas (AL-3102) |

#### Autobús
No existe ninguna línea de autobús que tenga parada en Olula de Castro, estando en Gérgal la más cercana.

#### Taxi
Existe un taxi que presta el servicio entre Gérgal y Olula de Castro, cuya gestión es de ambos ayuntamientos.

#### Ferrocarril
La estación de ferrocarril más cercana es la de Gérgal, que se encuentra a 21 kilómetros, desde donde puede irse a Granada y Madrid.

### Economía

#### Evolución de la deuda viva municipal
| Gráfica de evolución de deuda viva del Ayuntamiento de Olula de Castro entre 2008 y 2022                                |
| |
| Deuda viva del Ayuntamiento de Olula de Castro en miles de euros según datos del Ministerio de Hacienda y Ad. Públicas. |

## Política

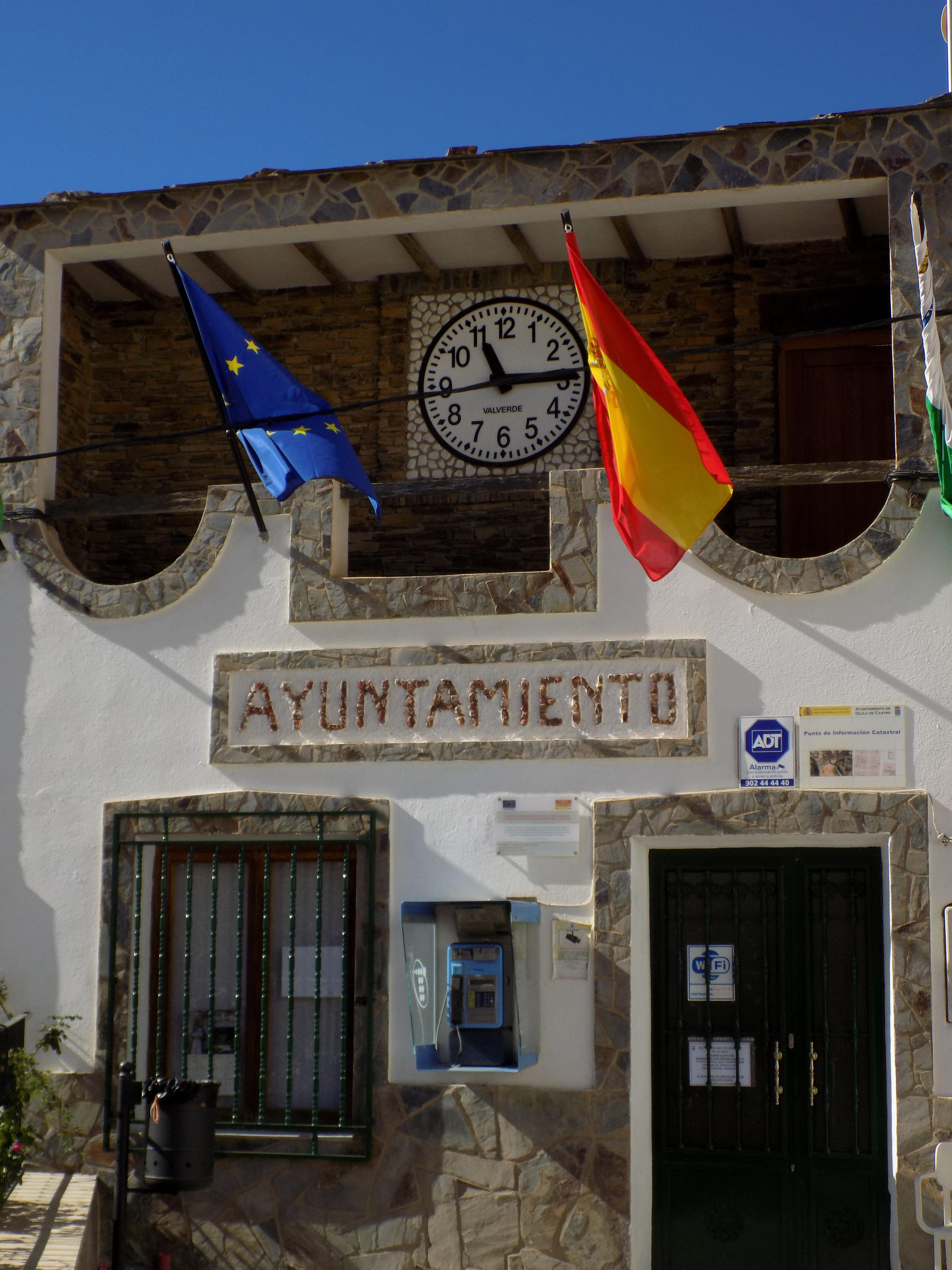
Casa consistorial de Olula de Castro

Olula de Castro cuenta con una población menor de 250 habitantes pero mayor de 100 por lo que su ayuntamiento está compuesto por 5 concejales.
Los resultados en Olula de Castro de las últimas elecciones municipales, celebradas el 28 de mayo de 2023, son:
| Elecciones Municipales - Olula de Castro (2023) | Elecciones Municipales - Olula de Castro (2023) | Elecciones Municipales - Olula de Castro (2023) | Elecciones Municipales - Olula de Castro (2023) | Elecciones Municipales - Olula de Castro (2023) |
| Partido político                                | Partido político                                | Votos                                           | %Válidos                                        | Concejales                                      |
| ----------------------------------------------- | ----------------------------------------------- | ----------------------------------------------- | ----------------------------------------------- | ----------------------------------------------- |
|                                                 | Partido Socialista Obrero Español (PSOE)        | 58                                              | 34,12 %                                         | 3                                               |
|                                                 | Agrupación de Electores Olula de Castro (AEODC) | 44                                              | 25,88 %                                         | 2                                               |
|                                                 | Partido Popular (PP)                            | 32                                              | 18,82 %                                         | 0                                               |
|                                                 | VOX                                             | 0                                               | 0 %                                             | 0                                               |

### Alcaldes
| Legislatura | Nombre                           | Partido Político |
| ----------- | -------------------------------- | ---------------- |
| 1979-1983   | José Pérez Giménez               | PSOE             |
| 1983-1987   | José Antonio Fernández Fernández | PSOE             |
| 1983-1987   | Juan Nieto Cerezo                | PSOE             |
| 1991-1995   | Juan Nieto Cerezo                | PSOE             |
| 1995-1999   | José Pérez Barón                 | PSOE             |
| 1999-2003   | Guillermo Mesas Mesas            | PP               |
| 2003-2007   | Guillermo Mesas Mesas            | PP               |
| 2007-2011   | Guillermo Mesas Mesas            | PAL              |
| 2011-2015   | Guillermo Mesas Mesas            | AEODC            |
| 2015-2019   | Christian Quero Gil              | PSOE             |
| 2019-2023   | Christian Quero Gil              | PSOE             |
| 2023-act.   | Isabel Nieto Miranda             | PSOE             |

## Servicios públicos

### Sanidad
El municipio dispone de un consultorio médico que pasa consulta un día en semana.

## Cultura

### Patrimonio material

#### Iglesia parroquial de Nuestra Señora del Patrocinio

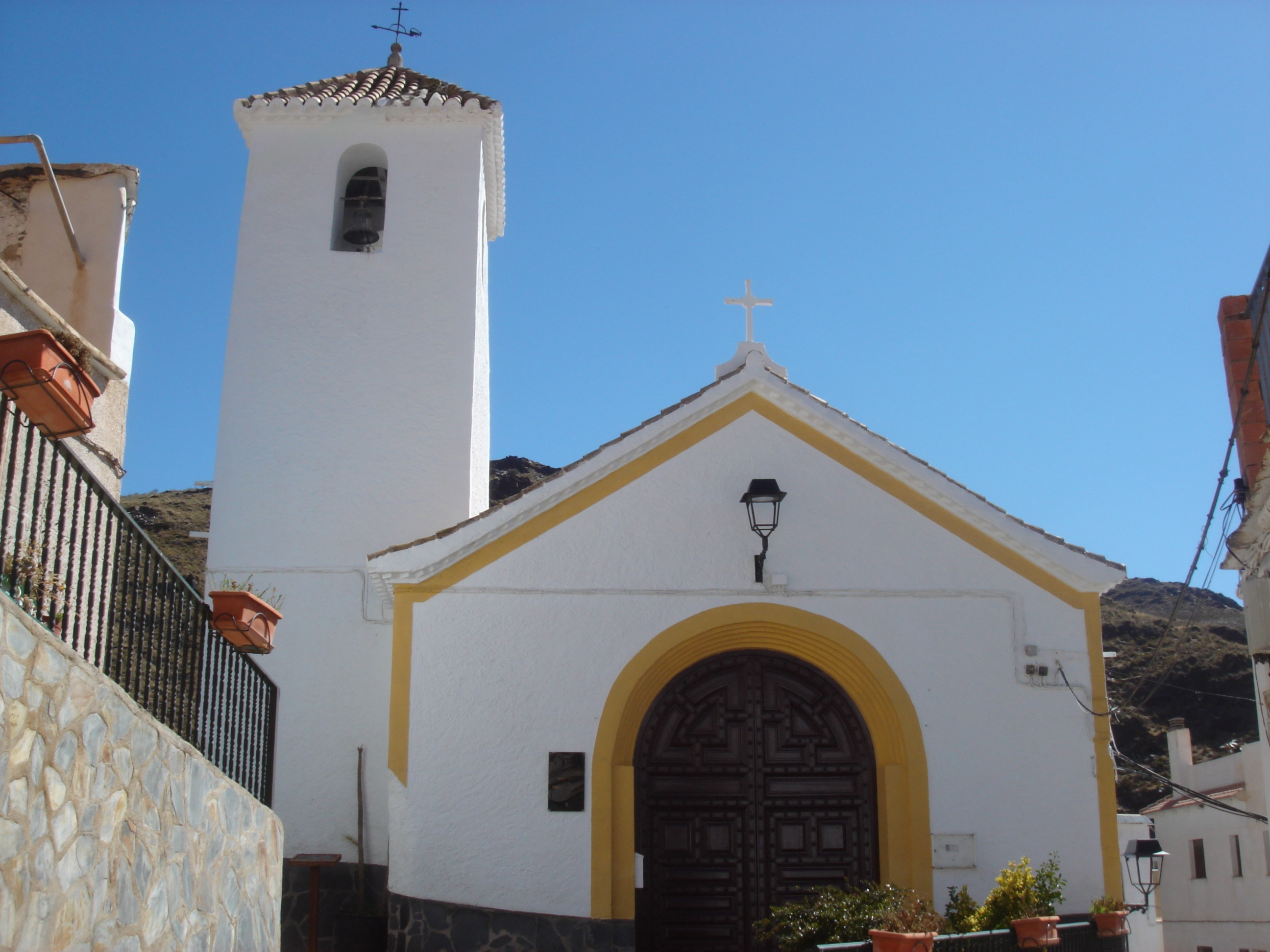
Fachada de la iglesia

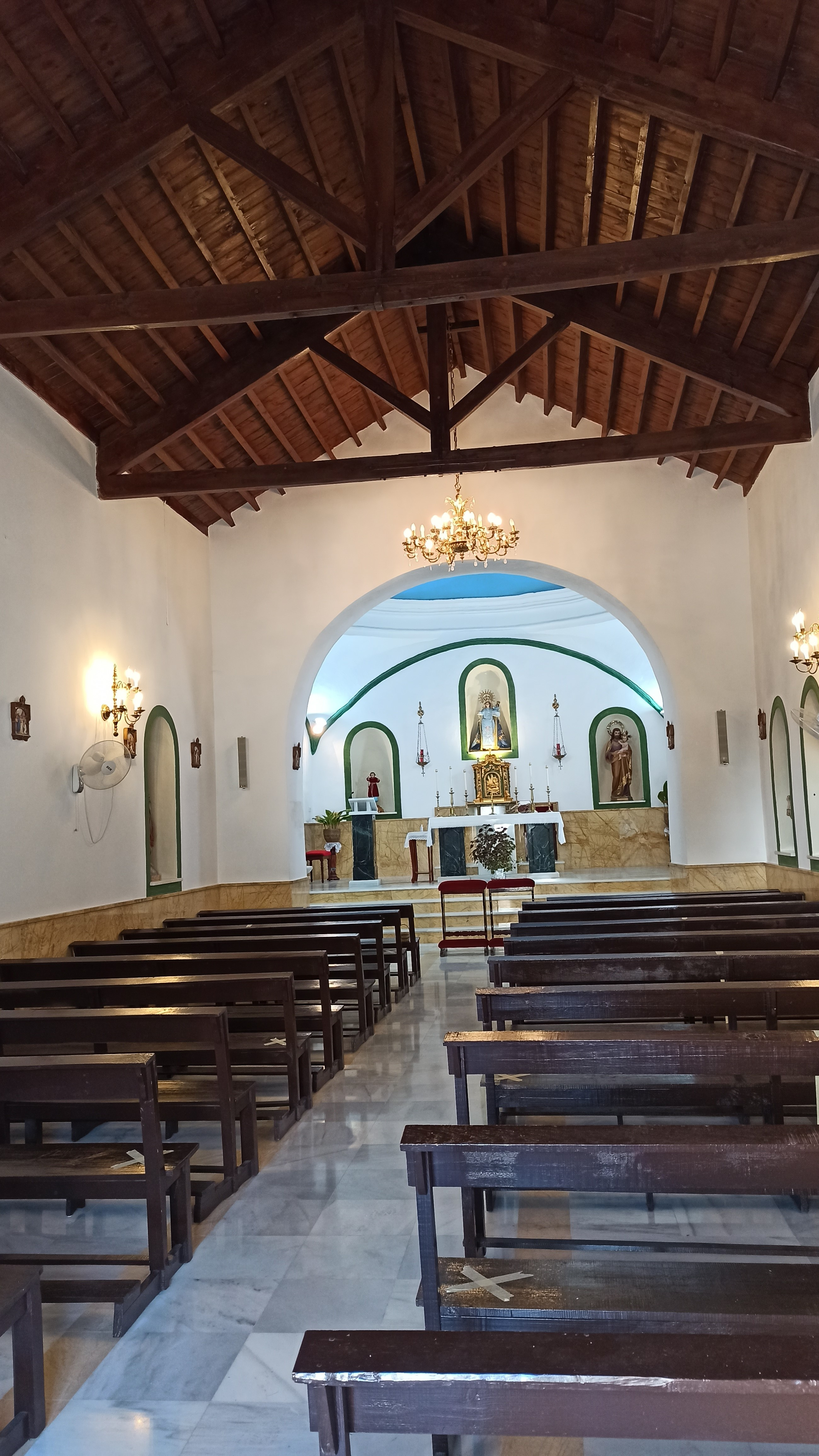

El templo es de una sola nave, separada de la capilla mayor por un arco. Esta posee una cúpula —que tiene una pequeña ventana— con cuatro nervios, que arranca sobre una cornisa estrecha y circular, sostenida en las cuatro esquinas por unas pechinas. La iglesia cuenta con una sacristía situada al lado izquierdo de la nave cuyo acceso se encuentra en la capilla mayor. El techo es de artesonado de madera con refuerzos de metal mientras que el de la cúpula es de piedra. El edificio está cubierto por un tejado de tejas árabes a dos aguas y el de la cúpula a cuatro aguas.
El templo es una construcción muy sólida con una base de muro de varios metros de grosor.

### Patrimonio cultural inmaterial

#### Fiestas patronales en honor a la Virgen del Patrocinio y Relaciones de Moros y Cristianos
El segundo fin de semana del mes de noviembre se celebran las fiestas patronales en honor a la Virgen del Patrocinio. En las mismas se desarrollan una serie de actividades tales como carreras de cintas, de sacos, juegos con las banderas, campeonatos de dominó, fútbol, truco y la relación de Moros y Cristianos.
En ellas acontecen las batallas que ocurrieron hace cientos de años en la sierra de los Filabres. Los moros derrotan a los cristianos y se quedan el municipio un tiempo y la imagen de la virgen. Los cristianos después vuelven a conquistar el municipio y se apoderan de la imagen. Durante la representación, se producen una serie de intercambios de amenazas e insultos jocosos por ambos bandos en verso, mediante la recitación de romances.
Romería al Tallón Bajo en honor a la Virgen del Carmen
El día de la Virgen del Carmen de cada año, los vecinos de Olula de Castro salen a la carretera de Tallón Bajo con carrozas hechas por ellos mismos para acaba reunidos en la pedanía disfrutando de un agradable rato en una era con amenización musical, baile y comidas entre familiares y amigos.
Fiestas del Emigrante
También denominada fiestas del verano, el motivo de celebración de esta fiesta se remonta a la masiva emigración de la población de Olula de Castro que hubo en el pasado siglo, lo que causó que toda la gente que abandonó el pueblo, en su regreso por vacaciones, pudieran disfrutar de una fiesta para todo el pueblo, de ahí su nombre. Se celebra el primer fin de semana del mes de agosto.
Cruz de mayo
Carnaval

### Gastronomía

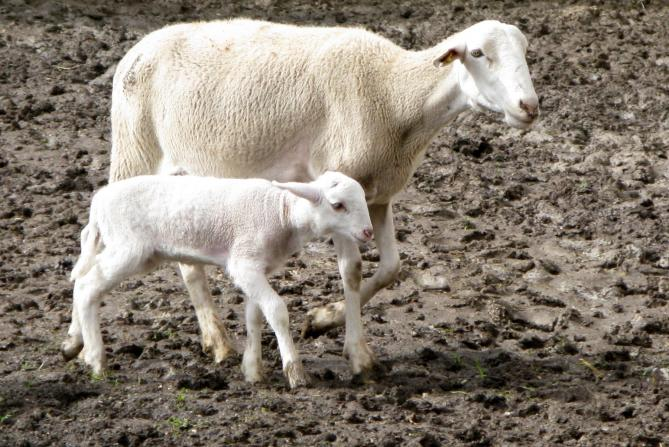
Oveja y cordero de la raza segureña.

Su gastronomía está adaptada al entorno de la solana de la sierra de los Filabres, con platos a base de animales de caza, frutos secos y cereales. Entre las recetas más distintivas están el arrocillo (un guiso a base de habichuelas), el cocido de correas, los gurullos con liebre y la tarta de alfajor, elaborada en Navidad. 

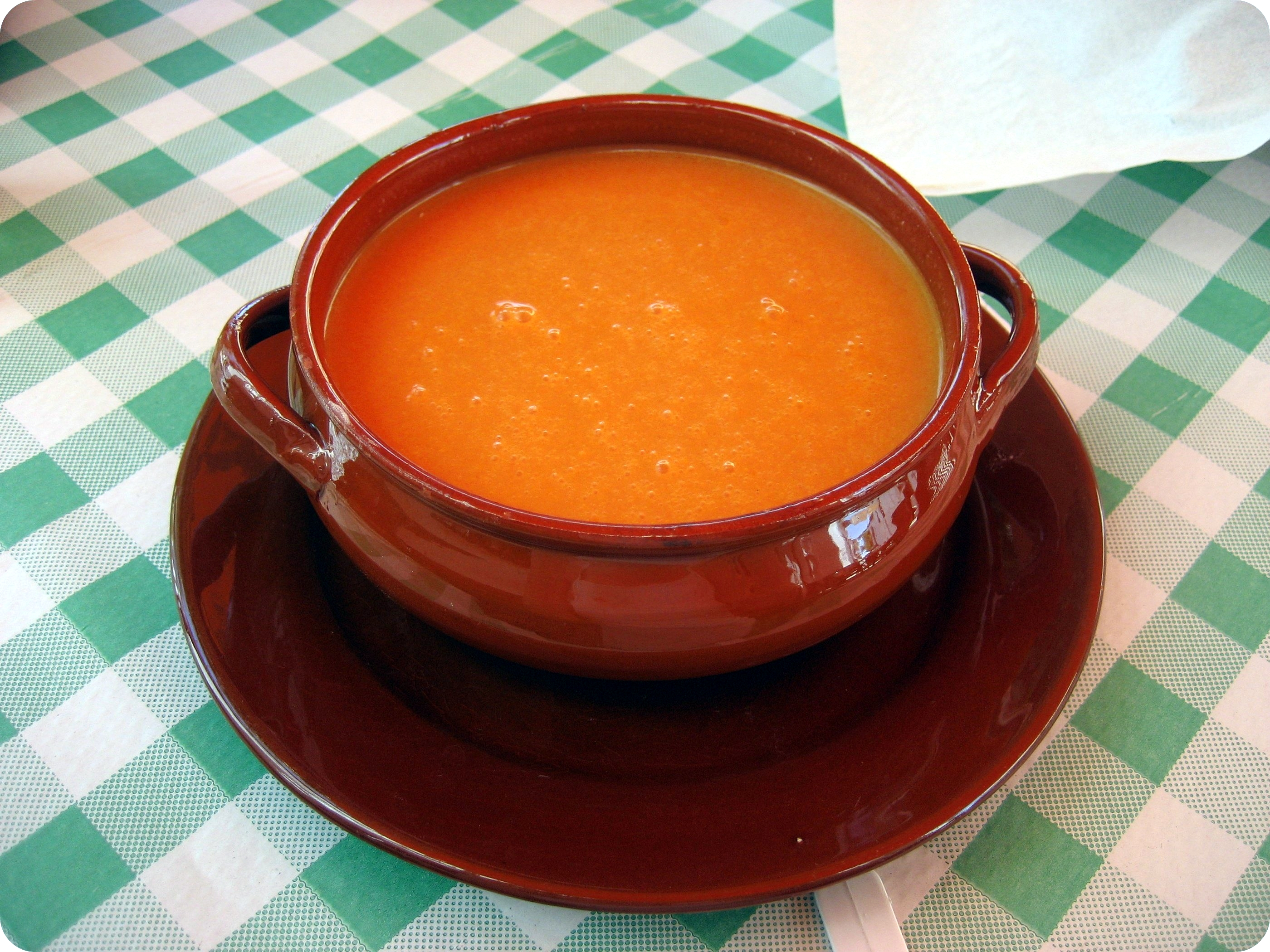
Gazpacho

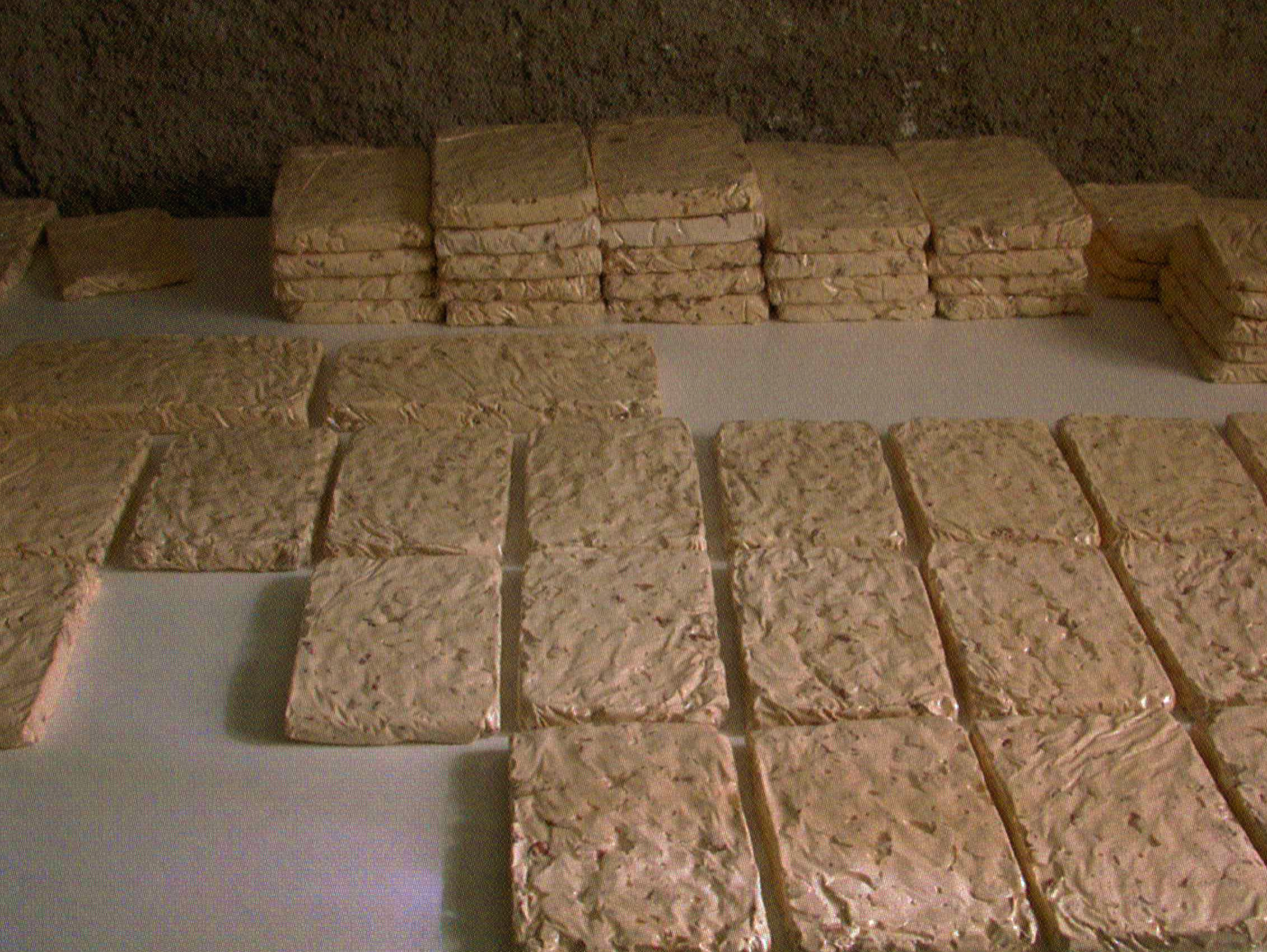
Tabletas de turrón

El crítico gastronómico Antonio Zapata ubica el municipio en la comarca gastronómica del Valle del Río Nacimiento, entre la Sierra Nevada y la sierra de los Filabres, cocina en la que se distinguen platos como gachas-tortas, acelgas esparragás, potaje de habas secas y calabaza, gazpacho de pepinos, membrillo o turrón de almendras.
Se encuentra entre los 144 municipios de la Indicación Geográfica Protegida del 'Cordero de las Sierras de Segura y la Sagra', por su producción del cordero segureño, raza conocida por su carne de color rosáceo con un excelente nivel de engrasamiento y textura tierna y jugosa. Sus propiedades, provenientes de un animal adaptado a la vegetación intermitente de la zona, rica en hierbas aromáticas, la hace apta para su preparado al horno, en salsa o a la brasa.
La producción vinícola se beneficia de la amplitud térmica de la zona y pertenece a la Indicación Geográfica Protegida del ‘Desierto de Almería’. Este vino es elaborado con las variedades de uva garnacha tinta, monastrell, syrah, cabernet Sauvignon, merlot, chardonnay, moscatel, macabeo y sauvignon blanc. Sus vinos tintos se caracterizan por una gran potencia aromática, frutos negros maduros, pasas, toques balsámicos, confituras y notas lácticas y florales.  
Turrón artesanal de Olula de Castro
La producción de turrones artesanos es conocida por su fidelidad a las recetas tradicionales y por el empleo de ingredientes de alta calidad, como la miel de la comarca. Entre las variedades del producto están el turrón duro de almendra y miel, el turrón de patata o el turrón de almendra a la piedra.
Este postre integra desde el año 2022 la marca colectiva Sabores de Almería, de propiedad de Diputación de Almería, especializada en productos gourmet.

## Deportes

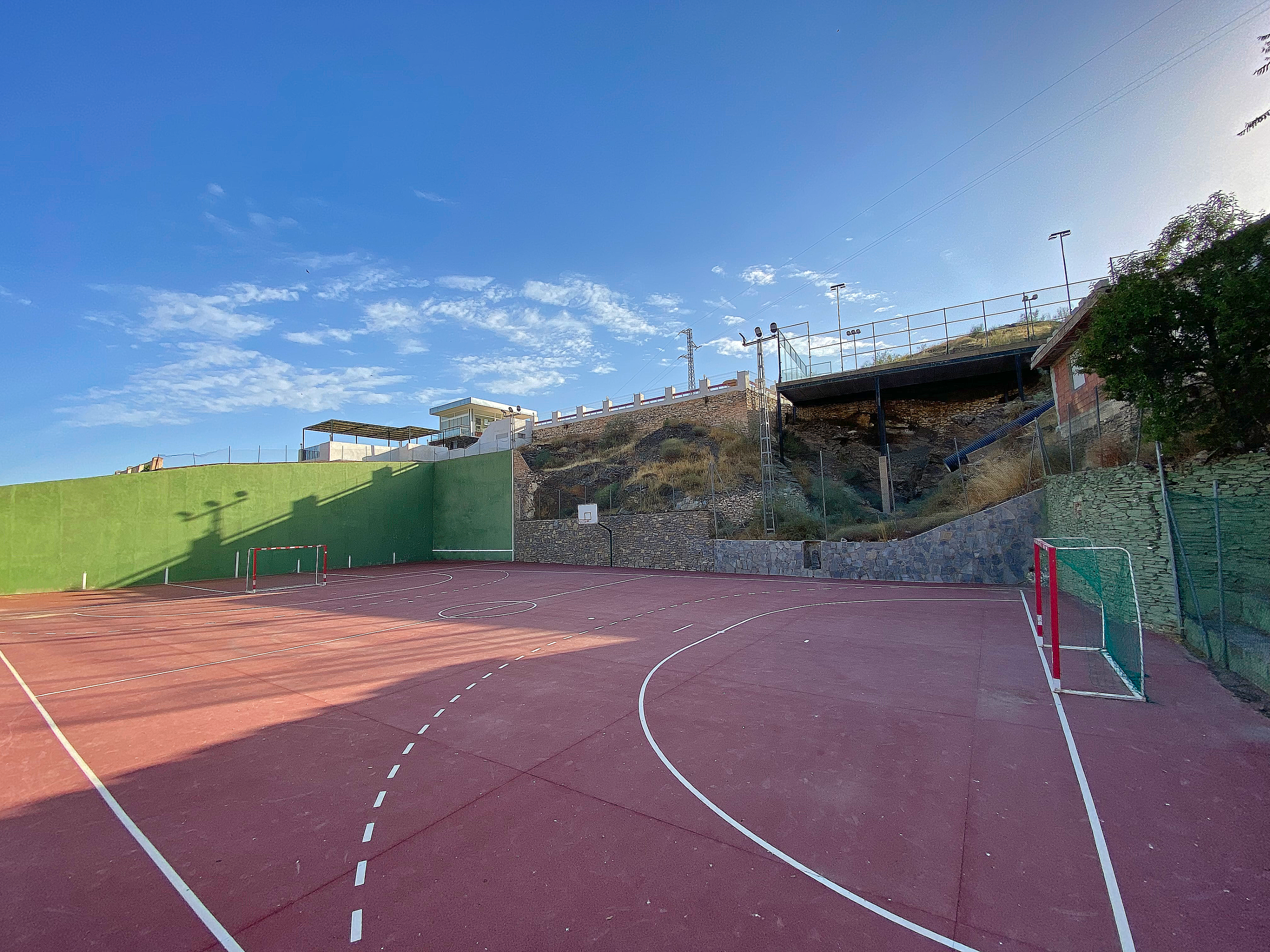
Pistas polideportivas

Olula de Castro cuenta con unas instalaciones polideportivas para el disfrute de cualquiera que desee hacer uso de las mismas, como un campo de fútbol equipado con una canasta de baloncesto y una pared de frontenis, además una pista de pádel que posee luces para su iluminación nocturna de manera gratuita. El campo de fútbol dispone de una fuente para saciar la sed de los deportistas.
Así mismo, Olula de Castro posee una piscina con zona de sombra y tumbonas, terraza techada con vistas al pueblo, una mesa de ping pong y un futbolín. Esta piscina cuenta con la posibilidad de acceso para personas con movilidad reducida.